# Juan Schwartz Díaz-Flores
Juan Schwartz Díaz-Flores (Santa Cruz de Tenerife, España, c. 1894-Madrid, España, 1977) fue un diplomático español que, como embajador de España en Austria, contribuyó a la salvación de judíos perseguidos por los nazis.
Schwartz, como otros diplomáticos españoles, había rescatado un viejo decreto promulgado por Miguel Primo de Rivera en el año 1924, en virtud del cual todos quienes demostraran ser de origen sefardita, obtendrían inmediatamente la nacionalidad española. Ocultaban que el decreto había expirado en 1931, pero en Madrid no lo recordaban y los nazis, naturalmente, no lo sabían.
Fue padre del escritor y exdiplomático Fernando Schwartz Girón y del economista liberal Pedro Schwartz Girón.

## Distinciones
- Gran Cruz de la Orden del Mérito Civil (1955)[2]